# Florian Dauphin
Florian Dauphin (Quimperlé, 6 aprile 1999) è un ciclista francese che corre per il  Team TotalEnergies. È professionista dal 2024.

## Carriera
Debutta nel circuito professionistico nel 2024 con la Arkéa-B&B Hotels. Nel 2025 passa al Team TotalEnergies.
Nel 2025 partecipa alla sua prima classica, la Parigi-Roubaix, dove si classifica 25°.

## Piazzamenti

### Classiche monumento
- Parigi-Roubaix

2025: 25°